# مارك فريمان
مارك فريمان (بالإنجليزية: Mark Freeman)‏ هو لاعب كرة قاعدة أمريكي، ولد في 7 ديسمبر 1930 في ممفيس في الولايات المتحدة، وتوفي في 21 فبراير 2006 في رانتشو ميراج في الولايات المتحدة.

## وصلات خارجية
- مارك فريمان على موقعبيزبول رفرنس.كوم (الدوري الرئيسي) (الإنجليزية)